# Паросйоки
Паросйоки (устар. Парос-йоки) — река в России, протекает по территории Лоухского района Карелии. Длина реки — 10 км.
Протекает по территории национального парка «Паанаярви».
Река в общей сложности имеет девять малых притоков суммарной длиной 16 км.
Устье реки находится в 2,9 км по правому берегу реки Оланги. Высота устья — 109,5 м над уровнем моря.

## Данные водного реестра
По данным государственного водного реестра России относится к Баренцево-Беломорскому бассейновому округу, водохозяйственный участок реки — Ковда от истока до Кумского гидроузла, включая озёра Пяозеро, Топозеро. Речной бассейн реки — бассейны рек Кольского полуострова и Карелии, впадает в Белое море